# چارلی ویل بل
چارلی ویل بل (انگلیسی: Charlie Bell؛ زادهٔ ۱۲ مارس ۱۹۷۹) بازیکن سابق و مربی بسکتبال اهل ایالات متحده آمریکا است.
از باشگاه‌هایی که در آن بازی کرده‌است می‌توان به دالاس ماوریکس، فینیکس سانز، و گلدن استیت واریرز اشاره کرد.